# Sandvika, Verdals kommun
För andra betydelser, se Sandvika (olika betydelser).
Sandvika är en ort och gränsstation vid Innsvattnet i Verdals kommun, Trøndelag fylke i mellersta Norge. Ådalsvollen vid Sandvika var från och med 1957 gemensam svensk-norsk tullstation för trafiken mellan norska Verdal och svenska Duved respektive Kall i Åre kommun, Jämtland. Trafiken i båda riktningarna mellan länderna klarerades av endast tullen i Sandvika.
Sandvika är beläget vid norska riksväg 72 (mellanriksvägen) från norska Trondheimsfjorden upp till svenska gränsen. Detta var tidigare huvudvägen från Tröndelagen till Jämtland, en av Nidarosvägarna. Trafiken över fjället mellan Sandvika och svenska Skalstugan var från 1600-talet fram till 1800-talet omfattande, bland annat eftersom det var vägen för de jämtländska bönder som färdades till marknaden i Levanger (Marsimartnan) som har anor från vikingatiden. Efter Sandvika byter vägen namn till länsväg 322 (Karl Johansvägen eller Skalstuguvägen) som fortsätter till Staa vid Duved i Jämtland. I Sandvika ansluter riksväg 72 även till svenska länsväg 336 från norska gränsen via Kall till Järpen i Åre kommun.
Mellan Sandvika och Vuku, längs Inndalen, finns ett flertal fästningar som anlades för att försvara Norge mot anfall från Sverige. Ett exempel är ett 80 meter långt fästningsgalleri vid Karl Johans klev, vilket var utrustat för att klara en tre månader lång belägring. Ett annat exempel finns vid Vaterholmen. Ett tredje exempel är Stene skans i Inndal, nära Vuku. Denna skans intogs år 1718 av den svenske generalen Carl Gustaf Armfeldt d.ä. under stora nordiska kriget 1699-1721. Angreppet 1718 skedde i syfte att inta Trondheim, men avbröts efter att den svenske kungen Karl XII hade skjutits vid Fredrikshald. Vid återtåget mot Jämtland från Verdal över fjällen omkom över 3 000 soldater (karoliner) i kylan.